# Zlatograd Rock
Zlatograd Rock är en kulle i Antarktis. Den ligger i Sydshetlandsöarna. Argentina, Chile och Storbritannien gör anspråk på området. Toppen på Zlatograd Rock är 250 meter över havet.
Terrängen runt Zlatograd Rock är varierad. Havet är nära Zlatograd Rock åt nordost. Trakten är glest befolkad. Närmaste befolkade plats är St. Kliment Ohridski Base, 13,1 kilometer väster om Zlatograd Rock. 